# مصفاة شمبرلند

تمثيل تخطيطي لمصفاة شمبرلند

مصفاة شمبرلند أو مصفاة شمبرلند-باستور (بالإنجليزية: Chamberland filter)‏ هي مصفاة ماء خزفية اٍبتكرها شارل شمبرلند عام 1884. وهي مشابهة لمصفاة بيركيفيلد من حيث المبدأ.

## التصميم
قناة من الفخار تحوي شريط من الفخار المصقول، يمر بقلب القناة أنبوب معدني به ثقوب والتي يرشح الماء من خلالها ليجمع بعد ذلك. التدفق هو ضغط الترشيح الذي يحدث تحت قوة.

## الأنواع
هناك في العموم 13 نوع من L1 حتى L13
مرشحات L1 يكون حجم المسام خشن بينما L13 يكون الأدق.

## فائدته
هو مفيد كالكثير من المصافي الخزفية والفخارية، مصفاة ماء بكتيرية تستعمل كمصفاة للكمياة الكبيرة من الماء. تعمل المصفاة بسرعة أكبر عندما تكون إمدادات المياه تحت الضغط. كغيرها من أنواع المرشحات، لا يمكنها ترشيح الفيروسات مثل فيروس التهاب الكبد الوبائي أ والمفطورة.
يستخدم في اٍزالة الكائنات من سائل الزرع للحصول على الذيفان البكتيري.